# Fischbach (bei Idar-Oberstein)
Fischbach település Németországban, Rajna-vidék-Pfalz tartományban. Lakosainak száma 861 fő (2023. december 31.).

## Népesség
A település népességének változása:
| Lakosok száma | 1152 | 891  | 875  | 884  | 856  | 861  |
|               | 1975 | 2017 | 2019 | 2021 | 2022 | 2023 |